# 无门慧开禅师语录
《无门慧开禅师语录》，又称为《佛眼禅师语录》、《无门开和尚语录》、《无门和尚语录》，由宋代无门慧开禅师撰，侍者普敬、普通等编，于淳祐九年（1249年）刊行，收入《续藏经》。
全书共两卷。卷上收录了慧开禅师自嘉定十一年（1218年）于安吉报国寺开法以后，历天宁寺、黄龙寺、显亲崇报寺、广化寺等十会之上堂语；卷下则收录了其告香、普说、小参、赞佛祖、偈颂、真赞等。

## 外部文獻
- X69n1355_001無門慧開禪師語錄第1卷（網頁文字版） （页面存档备份，存于）
- X69n1355_001無門慧開禪師語錄第1卷（PDF） （页面存档备份，存于）